# Драч, Ирина Степановна
Ирина Степановна Драч (р. 9 июля 1958, Сумы) — музыковед, педагог, музыкальный критик, организатор науки. Доктор искусствоведения, профессор.

## Биографическая справка
В 1977 окончила Полтавское государственное музыкальное училище им. Н. В. Лысенко по классу В. С. Драч.
В 1982 окончила Харьковский государственный институт искусств им. И. П. Котляревского по классу М. Р. Черкашиной. 1989 — аспирантуру Киевской консерватории им. П. И. Чайковского.
С 1990 — кандидат искусствоведения. Диссертация: «Оперное творчество В. Беллини и Г. Доницетти в итальянской музыкально-театральной культуре эпохи романтизма» (научный руководитель — М. Р. Черкашина-Губаренко).
С 2005 — доктор искусствоведения. Диссертация: «Аспекты проявления композиторской индивидуальности в современной культуре (на материале творчества В. С. Губаренко)» (научный консультант — М. Р. Черкашина-Губаренко)).
В 1982—2006 преподавала в Сумском государственном педагогическом институте им. А. С. Макаренко (в 1997—2006 заведующий кафедрой теории, истории музыки и игры на музыкальных инструментах, реорганизованной позже в кафедру хореографии, изобразительного искусства, теории, истории музыки и художественной культуры).
С 2006 преподаёт в Харьковском университете искусств им. И. П. Котляревского (в 2006—2019 проректор по научной работе, с 2019 — профессор кафедры истории украинской и зарубежной музыки), с 2007 — председатель диссертационного совета по защите диссертаций.

## Общественная деятельность
- Член Национального Союза композиторов Украины (с 1996).
- Член Национального Всеукраинского музыкального союза.

## Звания и награды
- Кандидат искусствоведения (1990).
- Доцент (1991).
- Доктор искусствоведения (2005).
- Лауреат Муниципальной премии им. И.Слатина (2008).
- Профессор (2011).

## Основные музыковедческие труды

### Книги
- Драч І. С. Композитор Віталій Губаренко: формула індивідуальності. Суми: СДПУ ім. А. С. Макаренка, 2002. 228 с.
- Драч І. С. Художня індивідуальність композитора. Харків: ФОП Тимченко, 2010. 106 с.

### Статьи
| - Драч И. С. Украинский парафраз на россиниевский сюжет // Джоаккино Россини: Современные аспекты исследования творческого наследия. К. : КГК им. П. И. Чайковского, 1993. С. 74-80. - Искусство со многими «не» // Музика та культура абсурду ХХ століття. Суми: СДПІ ім. А. С. Макаренка, 1997. С. 14-21. - Драч И. С. Поздние оперы Моцарта и XX век (Некоторые наблюдения над типологией оперного творчества в контексте времени) // Моцарт: пространство сцены. М.: ГИТИС, 1998. С. 106—112. - Драч І. С. Під тиском «гравітації» сонету // Зелёная лампа: культурологический журнал. 1999. № 1-2. С. 68-70. - Драч И. С. Письмо как мифологема в оперном контексте // Науковий вісник НМАУ ім. П. І. Чайковського. Вип. 13: Чотири століття опери. Оперні школи ХІХ-ХХ ст. К., 2000. С. 117—124. - Das romantische Modell einer Oper und deren Funklion in Tschaikowskijs Pique Dame // Musikgeschichte in Mittel- und Osteuropa. Mitteilungen der internationalen Arbeitsgemeinschaft an der Universitat Leipzig. Heft 8. Chemnitz, 2002. S. 97-105. - French Opera comique as model for Ukrainian Musik Theatre // Le rayonnement de l’opera-comique en Europe au XIX-e siècle. Prague: KLP, 2003. S. 424—430. - Драч И. С. О феномене «иллюзорного симфонизма» // Музыкальная академия. 2004. № 2. С. 13-15. - Драч І. С. Італійські освітні стандарти з художньої культури // Сучасна мистецька освіта: реалії та перспективи. К.: Ін‑т педагогіки і психології професійної освіти АПН України, 2004. С. 18-23. - Драч И. С. Феномен композиторской индивидуальности и путь её становления // Келдышевские чтения. 2006. К 95‑летию со дня рождения И. В. Нестьева: доклады, сообщения, статьи / сост. Н. Г. Шахназарова. М.: URSS, 2008. С. 11-27. - Драч І. С. Травестія на сучасній оперній сцені: нове життя давнього прийому // Часопис НМАУ ім. П. І. Чайковського. 2009. № 3 (4). С. 23-30. - Драч І. С. «Лукреція» 2009 // Часопис НМАУ ім. П. І. Чайковського. 2010. № 2 (7). С. 44-50. - Драч И. С. Опера классического бельканто: парадоксы осмысления // Art inter Culturas. Nr. 1. Słupsk: Akademia Pomorskaw Słupsku, 2010. C. 107—120. - «Стихи и Реквием по Миньон»: венские страницы жизни и творчества А. Г. Рубинштейна // Проблеми взаємодії мистецтва, педагогіки та теорії і практики освіти. Вип. 30. Брати Рубінштейн. Історичні уроки та плоди просвіти. Харків, 2010. C. 109—126. - Ogrodek muzyczny Tamary Nowiczkowej. Z doświadczeń muzykoterapeuticznej praktyki w Charkowie // Rytmika w ksctałceniu muzyków, aktorów, tancerzy і w rehabilitacji. Łodzi, 2011. S. 133—139. - Драч И. С. Фигура дирижёра в оперном истеблишменте (по версии Т. Бернхарда) // Проблеми взаємодії мистецтва, педагогіки та теорії і практики освіти. Вип. 35. Професія «музикант» у часопросторі: історико-культурні метаморфози. Харків, 2012. С. 382—393; - Драч И. С. Драма В. Гюго «Анджело, тиран Падуанский» на оперной сцене // Музика у співдружності мистецтв та філософсько-естетична думка // Аспекти історичного музикознавства — V.: зб. наук. ст. Харків, 2012. С. 159—172. - Драч И. С. Русская экзотика в оперном творчестве Г. Доницетти // Аспекти історичного музикознавства — VI. Музика і театр в історичному часі та просторі: зб. наук. праць. Харків, 2013. С. 92-114. - The Kharkov Composer’ School in Ukrainian culture // Ukrainische Musik. Idee und Geschichte einer musikalischen Nationalbewegung in ihrem europäischen Kontext. Leipzig, 2013. S. 51-56. - Драч І. С. Оперний ландшафт сучасної Європи // Часопис НМАУ ім. П. І. Чайковського. 2013. № 3. С. 149—152. - НДрач І. С. адії харківського «Онєгіна»: ставка на молодість // Музика. 2014. № 5. С. 48-51. - Драч І. С. Народження радості // Музика. 2015. № 12. С. 28-33. Драч І. С. Чітко усвідомлювані перспективи \\ Часопис НМУА ім. П. І. Чайковського. — 2016. — № 3 (32). — С. 198—199 - Драч И. С. Светотени, или С верой в людей и их судьбы [ о премьере балета Ю. Гомельской «Судьбы»] \\Музыкальный вестник. Одесса. — 2016. — № 31-32. — С. 57 — 59 (07 др.а.) - Драч І. С. «La dernière pensée de Weber» на сторінках літературних творів ХІХ століття \\ Музична фактура літературного тексту. Інтермедіальні студії. За редакцію С. Маценки. — Львів: Апріорі, 2017. — С. 55 — 65 - Драч І. Корабель Одеської опери прямує до нових берегів \\ Музика: український інтернет-жернал. 2018. http://mus.art.co.ua/korabel-odeskoji-opery-pryamuje-do-novyh-berehiv/ - Драч І.Prefacio. На пошану Аділі Мізітової \\Аспекти історичного музикознавства. Вип. 15. — Харків: ХНУМ ім. І. П. Котляревського., 2019. — С.6 — 21 - Драч І. «Хто твій герой?» «Лоенгрін» semi-stage в Одесі \\Музика: український інтернет-жернал. 2019 http://mus.art.co.ua/khto-tviy-heroy-loenhrin-semi-stage-v-odesi/ |